# محوطه (تپه کوللر)
محوطه (تپه کوللر) مربوط به دوره اشکانیان - دوره ساسانیان - دوران‌های تاریخی پس از اسلام است و در شهرستان هشترود، بخش مرکزی، روستای باشماق واقع شده و این اثر در تاریخ ۱۸ خرداد ۱۳۸۴ با شمارهٔ ثبت ۱۱۸۹۲ به‌عنوان یکی از آثار ملی ایران به ثبت رسیده است.